# Jürgen Grimm (Physiker)
Jürgen Michael Grimm (* 13. November 1954 in Berlin) ist ein deutscher Physiker und Professor für Mikrosystemtechnik an der Westsächsischen Hochschule Zwickau (WH Zwickau)
Grimm wuchs in Berlin-Neukölln auf. Er studierte Physik an der Freien Universität Berlin, wo er 1981 sein Diplom erwarb und 1987 zum Thema „Charakterisierung molekularer Aggregate und ihrer dynamischen Prozesse im chemischen Mischkristallsystem Para-Dichlorbenzol/Para-Dibrombenzol“ bei Dietmar Stehlik promovierte.
Bis 1992 war er leitender Mitarbeiter am Institut für Mikrostrukturtechnik IMT (jetzt ISIT Fraunhofer-Institut für Siliziumtechnologie) der Fraunhofer-Gesellschaft in Berlin.
Im Jahr 1993 wurde Grimm Professor für Mikrosystemtechnik im Fachbereich Elektrotechnik der WH Zwickau. Forschungsschwerpunkte dort sind Infrarot-Trocknungssysteme, fotostrukturierbare und fotosensitive Polymere, u. a. SU-8 Cantilever, Drucksensorik und Röntgenmasken.
Grimm ist Mitglied des wissenschaftlichen Beirates des CiS Institut für Mikrosensorik.

## Beteiligung an Patenten (Auswahl)
- Patent  DE102007020247: Vorrichtung zum Messen eines Anpressdruckes eines medizinischen Kompressionsmittels, insbesondere eines Kompressionsstrumpfes oder -verbandes. Veröffentlicht am 19. Juni 2008, Erfinder: Christian Rotsch, Heike Oschatz, Wolfgang Scheibner, Jürgen Grimm, Jens Saupe.‌
- Patent  DE4242632: Vorrichtung und Verfahren zur Vervielfältigung von Röntgenmasken. Veröffentlicht am 5. Mai 1994, Erfinder: Jürgen Grimm, Jürgen Chlebek, Bernd Löchel, Klaus-Dieter Engler.‌
- Patent  DE3824478: Verfahren und Vorrichtung zur Bestimmung der Dichte von Mikroporen in Isolatorschichten auf leitenden oder halbleitenden Substraten. Veröffentlicht am 18. Januar 1990, Erfinder: Jürgen Grimm, Bernd Löchel, Jürgen Chlebek, Hans-Ludwig Huber.‌

## Veröffentlichungen (Auswahl)
- mit J. Saupe, M. Schönfeld: Intelligente vernetzte Sensoren für die Erfassung von Umweltbedingungen und Bewegungsabläufen des menschlichen Bewegungsapparates auf der Basis von drahtgebundenen Feldbussystemen. In: PLUS. Produktion von Leiterplatten und Systemen. Band 14, Nr. 3, 2012, ISSN 1436-7505, S. 620–628.
- mit M. Hercht, Frank Bormann:Mikromechanischer Drucksensor. Design und Elektronik. In: Sensortechnik. 1997, ISSN 0933-8667, S. 27–28.
- mit J. Chlebek, T. Schulz, H.‐L. Huber: The influence of post‐exposure bake on linewidth control for the resist system RAY‐PN (AZ PN 100) in x‐ray mask fabrication. In: Journal of Vacuum Science & Technology B: Microelectronics and Nanometer Structures Processing, Measurement, and Phenomena. Band 9, Nr. 6, 1. November 1991, S. 3392–3398, doi:10.1116/1.585347.
- mit Jutta Trube, Hans-Ludwig Huber: Procedure and results of mask fabrication via X-ray lithography. In: Microelectronic Engineering. Band 11, Nr. 1, 1. April 1990, S. 275–278, doi:10.1016/0167-9317(90)90114-9.
- mit  C. von Borczyskowski: Characterization of triplet aggregates in doped 1,4-dibromobenzene crystals. In: Chemical Physics Letters. Band 174, Nr. 3, 9. November 1990, S. 294–300, doi:10.1016/0009-2614(90)85348-G.
- mit J. Boysen, A. Kettschau, W. D. Brewer, G. V. H. Wilson: Hyperfine fields and local-moment formation at 3d-series impurities in terbium. In: Physical Review B. Band 35, Nr. 4, 1. Februar 1987, S. 1500–1511, doi:10.1103/PhysRevB.35.1500.
- mit T. Kirski, C. Von Borczyskowski: Formation of energy funnels for triplet energy transport in a chemically mixed molecular crystal. In: Chemical Physics Letters. Band 128, Nr. 5, 1. August 1986, S. 569–576, doi:10.1016/0009-2614(86)80676-5.
- mit T. Kirski, C. Von Borczyskowski: Triplet electron spin dephasing in the disordered chemically mixed molecular crystal dichlorobenzene/dibromobenzene. In: Chemical Physics Letters. Band 131, Nr. 6, 21. November 1986, S. 522–527, doi:10.1016/0009-2614(86)80576-0.
- mit J. Boysen, W. D. Brewer, G. V. H. Wilson: Determination of magnetisation distributions in ferromagnetic terbium and dysprosium. In: Journal of Physics F: Metal Physics. Band 13, Nr. 9, September 1983, S. 1931–1944, doi:10.1088/0305-4608/13/9/017.
- mit W. D. Brewer, J. Boysen, G. V. H. Wilson: Magnetization behavior of polycrystalline and single-crystal Tb and impurity HFI in heavy rare earths. In: Hyperfine Interactions. Band 10, Nr. 1–4, 1981, S. 861–866.
- mit W. D. Brewer, G. V. H. Wilson: A nuclear orientation study of hyperfine interactions in terbium. In: Le Journal de Physique Colloques. Band 40, C5, 1. Mai 1979, S. C5–60, doi:10.1051/jphyscol:1979523.